# Římskokatolická farnost Boršice u Buchlovic
Římskokatolická farnost Boršice u Buchlovic je územní společenství římských katolíků s farním kostelem svatého Václava v děkanátu Uherské Hradiště.

## Historie farnosti
Původní kostel byl zničen husity roku 1421, Nová stavba, která ho nahradila, byla dokončena roku 1453. Současný farní kostel pochází z let 1670 až 1680. Přízemní farní budova byla postavena roku 1836. Farnost byla až do zrušení velehradského kláštera obsazována tamními cisterciáky. Tehdy k ní náležely Tučapy, Zlechov a Tupesy. Posledně zmiňovaná obec byla roku 1911 připojena k farnosti velehradské. Zlechov se stal samostatnou farností až v roce 1991.

## Duchovní správci
Přehled duchovních správců je znám od roku 1623. Do začátku 21. století jich zde působilo celkem 47. Od července 2009 je farářem R. D. Mgr. Anton Kasan.

## Bohoslužby
| Kostel          | Místo   | Bohoslužba (den)                          | Hodina                                                                                             | Poznámka     |
| --------------- | ------- | ----------------------------------------- | -------------------------------------------------------------------------------------------------- | ------------ |
| svatého Václava | Boršice | neděle pondělí úterý čtvrtek pátek sobota | 7.15, 9.45 (zimní čas), 7.30, 11.00 (letní čas) 18.00 7.00 (zimní čas) 18.00 18.00 (pro děti) 8.00 | farní kostel |

## Aktivity ve farnosti
Pravidelně se konají duchovní obnovy, setkání společenství, výuka náboženství, při bohoslužbách zpívá schola mládeže i chrámový sbor.
Ve farnosti se pravidelně pořádá tříkrálová sbírka. V roce 2017 dosáhl výtěžek sbírky 79 133 korun.